# El Ghedir
El Ghedir là một đô thị thuộc tỉnh Skikda, Algérie. Dân số thời điểm năm 2002 là 6.145 người.